# Florin Răducioiu
Florin Valeriu Răducioiu (Bucarest, 17 marzo 1970) è un dirigente sportivo, allenatore di calcio ed ex calciatore rumeno, di ruolo attaccante.
È uno dei soli quattro calciatori, insieme al danese Christian Poulsen, al montenegrino Stevan Jovetić e all'olandese Justin Kluivert, ad aver militato nei cinque principali campionati europei (Primera División, Premier League, Bundesliga, Serie A e Ligue 1).

## Caratteristiche tecniche
Era un attaccante dotato di ottimo fiuto del goal come testimonia l'alta media goal segnata in carriera (oltre 100 di cui 21 in nazionale).

## Carriera

### Giocatore

#### Club

Răducioiu al Verona nella stagione 1991-1992

Prodotto del vivaio della Dinamo Bucarest, esordì nella Divizia A rumena a 16 anni, il 10 maggio 1986, in Dinamo Bucurest-Politehnica Timişoara 2-1. In un paio d'anni divenne titolare. Nel 1990 si trasferì al Bari e, un anno più tardi, al Verona. Con l'Hellas si rese però protagonista di numerose prestazioni negative, caratterizzate dalla quantità clamorosa di gol sbagliati a fronte dei soli due segnati, tanto da guadagnarsi dai tifosi il soprannome di Radecio («radicchio» nel dialetto veronese) e, suo malgrado, una notevole ribalta mediatica grazie all'ironia della Gialappa's Band.
Nel 1992, dopo la retrocessione degli scaligeri, fu acquistato dal Brescia, con cui realizzò 13 gol in 29 presenze nel campionato di Serie A 1992-1993. Nella sua esperienza bresciana fu anche una delle vittime di Pasquale Bruno, che in un Torino-Brescia del 7 febbraio 1993 entrò con irruenza sulla sua gamba sinistra costringendolo a uscire dal campo al 45º minuto; questo intervento gli procurò 9 punti di sutura. Ma l'episodio non si fermò qui: a fine partita Răducioiu accusò Bruno di averlo minacciato, e il difensore del Toro rispose intervistato da dei giornalisti sull'intervento affermando che il suo "era un intervento volontario e di avere in tasca una pistola, una magnum e una lupara", a suo dire per scherzare.
Nel 1993 passò al Milan per 4,8 miliardi di lire. Poco impiegato dall'allenatore Fabio Capello, vista anche la fitta presenza di giocatori di gran classe all'epoca nel suo ruolo, Răducioiu collezionò 7 presenze e 2 gol (contro Atalanta e Torino), fregiandosi dello scudetto, della Supercoppa Italiana e della Champions League, nel corso della quale segnò un gol contro il Porto il 1º dicembre 1993 (3-0 per i rossoneri). Dopo un solo anno lasciò il club milanese per vestire la maglia dell'Espanyol per 5 miliardi e mezzo di lire.
Dopo Euro '96 lasciò l'Espanyol per accasarsi al West Ham United, ancora Espanyol, Stoccarda, ancora Brescia, nuovamente Dinamo Bucarest, Monaco e Créteil, club della seconda divisione francese con cui concluse la carriera. Durante il prestito al West Ham di Harry Redknapp, il rumeno visse una delle sue stagioni più altalenanti: segnò subito un gol contro il Manchester United in campionato ma poi si perse un incontro per andare a fare shopping con la moglie. Terminò l'avventura inglese con 12 presenze e 3 reti. In una classifica dei 50 peggiori attaccanti che abbiano mai calcato i campi della Premier League, venne inserito al diciottesimo posto. Nel 2004, dopo essersi aggregato per un breve periodo al Carpenedolo in Serie C2, si ritirò dal calcio giocato.

#### Nazionale
Dopo avere giocato con la Nazionale rumena under-21 tra il 1989 e il 1990, il 25 aprile 1990 esordì con la Nazionale maggiore in Israele-Romania 1-4 in cui giocò 58 minuti per poi venire sostituito da Gavril Balint. Il 5 dicembre 1990 segnò, alla decima presenza, la sua prima rete in Nazionale in un 6-0 contro San Marino segnando il quarto goal.
Per quanto riguarda le competizioni lui fu decisivo in occasione dei Mondiali '94 sia nelle qualificazioni (i rumeni si qualificarono anche grazie a lui che segnò ben 9 reti nel girone di qualificazione, di cui 4 nel 4-0 esterno contro le Isole Fær Øer) che nella competizione in cui lui segnò 4 reti con due doppiette: la prima la segnò nei gironi nel successo per 3-1 contro la Colombia, l'altra invece (dopo avere saltato gli ottavi di finale per squalifica) alla Svezia nel 2-2 dei quarti di finale, che tuttavia venne vanificata (come a Italia '90) ai calci di rigore dove, sì lui segnò il suo, ma gli errori di Dan Petrescu e Miodrag Belodedici condannarono i rumeni all'eliminazione dal torneo.
Nelle qualificazioni agli Europei del 1996 fu nuovamente decisivo nelle qualificazioni con 5 reti in 6 gare (di cui 3 nella vittoria esterna per 4-1 contro l'Azerbaigian). Durante la competizione giocò tutte 3 le partite della squadra eliminata al primo turno con 0 punti segnando all'ultima partita contro la Spagna, persa 2-1, segnando il provvisorio 1-1. Quella fu anche la sua ultima partita in Nazionale in quanto da lì in poi non giocò più nessuna partita con la selezione rumena, non venendo quindi convocato per i Mondiali del 1998.
Ha giocato in totale 40 partite segnando 21 reti con la Nazionale dei carpazi.

### Dopo il ritiro

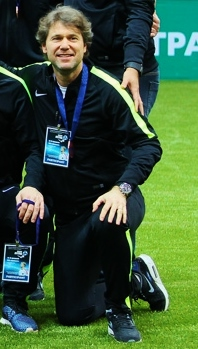
Răducioiu nel 2015

È stato direttore sportivo della Dinamo Bucarest. Nel 2008 ha allenato gli attaccanti dell'Aldini, una squadra affiliata al Milan, e nel 2010 ha conseguito il patentino di allenatore.
Tra il 2012 e il 2014 ha allenato la Nazionale rumena Under-16.
Dal 24 dicembre 2018 fa parte della rete osservatori del Milan per la squadra primavera.

## Statistiche

### Cronologia presenze e reti in nazionale
| Cronologia completa delle presenze e delle reti in nazionale ― Romania | Cronologia completa delle presenze e delle reti in nazionale ― Romania | Cronologia completa delle presenze e delle reti in nazionale ― Romania | Cronologia completa delle presenze e delle reti in nazionale ― Romania | Cronologia completa delle presenze e delle reti in nazionale ― Romania | Cronologia completa delle presenze e delle reti in nazionale ― Romania | Cronologia completa delle presenze e delle reti in nazionale ― Romania | Cronologia completa delle presenze e delle reti in nazionale ― Romania |
| Data                                                                   | Città                                                                  | In casa                                                                | Risultato                                                              | Ospiti                                                                 | Competizione                                                           | Reti                                                                   | Note                                                                   |
| ---------------------------------------------------------------------- | ---------------------------------------------------------------------- | ---------------------------------------------------------------------- | ---------------------------------------------------------------------- | ---------------------------------------------------------------------- | ---------------------------------------------------------------------- | ---------------------------------------------------------------------- | ---------------------------------------------------------------------- |
| 25-4-1990                                                              | Haifa                                                                  | Israele                                                                | 1 – 4                                                                  | Romania                                                                | Amichevole                                                             | -                                                                      | 58’                                                                    |
| 21-5-1990                                                              | Bucarest                                                               | Romania                                                                | 1 – 0                                                                  | Egitto                                                                 | Amichevole                                                             | -                                                                      | 65’                                                                    |
| 26-5-1990                                                              | Bruxelles                                                              | Belgio                                                                 | 2 – 2                                                                  | Romania                                                                | Amichevole                                                             | -                                                                      | 46’                                                                    |
| 9-6-1990                                                               | Bari                                                                   | Romania                                                                | 2 – 0                                                                  | Unione Sovietica                                                       | Mondiali 1990 - 1º turno                                               | -                                                                      | 79’                                                                    |
| 14-6-1990                                                              | Bari                                                                   | Camerun                                                                | 2 – 1                                                                  | Romania                                                                | Mondiali 1990 - 1º turno                                               | -                                                                      | 63’                                                                    |
| 25-6-1990                                                              | Genova                                                                 | Irlanda                                                                | 0 – 0 dts (5 – 4 dtr)                                                  | Romania                                                                | Mondiali 1990 - Ottavi di finale                                       | -                                                                      | 76’                                                                    |
| 29-8-1990                                                              | Mosca                                                                  | Unione Sovietica                                                       | 1 – 2                                                                  | Romania                                                                | Amichevole                                                             | -                                                                      |                                                                        |
| 12-9-1990                                                              | Glasgow                                                                | Scozia                                                                 | 2 – 1                                                                  | Romania                                                                | Qual. Euro 1992                                                        | -                                                                      | 63’                                                                    |
| 17-10-1990                                                             | Bucarest                                                               | Romania                                                                | 0 – 3                                                                  | Bulgaria                                                               | Qual. Euro 1992                                                        | -                                                                      | 46’                                                                    |
| 5-12-1990                                                              | Bucarest                                                               | Romania                                                                | 6 – 0                                                                  | San Marino                                                             | Qual. Euro 1992                                                        | 1                                                                      |                                                                        |
| 27-3-1991                                                              | Serravalle                                                             | San Marino                                                             | 1 – 3                                                                  | Romania                                                                | Qual. Euro 1992                                                        | 1                                                                      |                                                                        |
| 3-4-1991                                                               | Neuchâtel                                                              | Svizzera                                                               | 0 – 0                                                                  | Romania                                                                | Qual. Euro 1992                                                        | -                                                                      |                                                                        |
| 16-10-1991                                                             | Bucarest                                                               | Romania                                                                | 1 – 0                                                                  | Scozia                                                                 | Qual. Euro 1992                                                        | -                                                                      | 74’                                                                    |
| 13-11-1991                                                             | Bucarest                                                               | Romania                                                                | 1 – 0                                                                  | Svizzera                                                               | Qual. Euro 1992                                                        | -                                                                      |                                                                        |
| 20-11-1991                                                             | Sofia                                                                  | Bulgaria                                                               | 1 – 1                                                                  | Romania                                                                | Qual. Euro 1992                                                        | -                                                                      |                                                                        |
| 8-4-1992                                                               | Bucarest                                                               | Romania                                                                | 2 – 0                                                                  | Lettonia                                                               | Amichevole                                                             | -                                                                      | 46’                                                                    |
| 29-11-1992                                                             | Larnaca                                                                | Cipro                                                                  | 1 – 4                                                                  | Romania                                                                | Qual. Mondiali 1994                                                    | 1                                                                      | 59’                                                                    |
| 2-6-1993                                                               | Košice                                                                 | Cecoslovacchia                                                         | 5 – 2                                                                  | Romania                                                                | Qual. Mondiali 1994                                                    | 2                                                                      | 75’                                                                    |
| 8-9-1993                                                               | Toftir                                                                 | Fær Øer                                                                | 0 – 4                                                                  | Romania                                                                | Qual. Mondiali 1994                                                    | 4                                                                      |                                                                        |
| 13-10-1993                                                             | Bucarest                                                               | Romania                                                                | 2 – 1                                                                  | Belgio                                                                 | Qual. Mondiali 1994                                                    | 1                                                                      |                                                                        |
| 17-11-1993                                                             | Cardiff                                                                | Galles                                                                 | 1 – 2                                                                  | Romania                                                                | Qual. Mondiali 1994                                                    | 1                                                                      |                                                                        |
| 23-3-1994                                                              | Belfast                                                                | Irlanda del Nord                                                       | 2 – 0                                                                  | Romania                                                                | Amichevole                                                             | -                                                                      | 81’                                                                    |
| 20-4-1994                                                              | Bucarest                                                               | Romania                                                                | 3 – 0                                                                  | Bolivia                                                                | Amichevole                                                             | -                                                                      |                                                                        |
| 1-6-1994                                                               | Bucarest                                                               | Romania                                                                | 0 – 0                                                                  | Slovenia                                                               | Amichevole                                                             | -                                                                      | 44’                                                                    |
| 12-6-1994                                                              | Mission Viejo                                                          | Romania                                                                | 1 – 1                                                                  | Svezia                                                                 | Amichevole                                                             | -                                                                      | 62’                                                                    |
| 18-6-1994                                                              | Pasadena                                                               | Colombia                                                               | 1 – 3                                                                  | Romania                                                                | Mondiali 1994 - 1º turno                                               | 2                                                                      | 39’ 90+3’                                                              |
| 22-6-1994                                                              | Detroit                                                                | Romania                                                                | 1 – 4                                                                  | Svizzera                                                               | Mondiali 1994 - 1º turno                                               | -                                                                      |                                                                        |
| 26-6-1994                                                              | Pasadena                                                               | Stati Uniti                                                            | 0 – 1                                                                  | Romania                                                                | Mondiali 1994 - 1º turno                                               | -                                                                      | 62’ 84’                                                                |
| 10-7-1994                                                              | Stanford                                                               | Romania                                                                | 2 – 2 dts (4 – 5 dtr)                                                  | Svezia                                                                 | Mondiali 1994 - Quarti di finale                                       | 2                                                                      |                                                                        |
| 7-9-1994                                                               | Bucarest                                                               | Romania                                                                | 3 – 0                                                                  | Azerbaigian                                                            | Qual. Euro 1996                                                        | 1                                                                      |                                                                        |
| 8-10-1994                                                              | Saint-Étienne                                                          | Francia                                                                | 0 – 0                                                                  | Romania                                                                | Qual. Euro 1996                                                        | -                                                                      | 80’                                                                    |
| 12-10-1994                                                             | Londra                                                                 | Inghilterra                                                            | 1 – 1                                                                  | Romania                                                                | Amichevole                                                             | -                                                                      | 78’                                                                    |
| 12-11-1994                                                             | Bucarest                                                               | Romania                                                                | 3 – 2                                                                  | Slovacchia                                                             | Qual. Euro 1996                                                        | -                                                                      | 85’                                                                    |
| 29-3-1995                                                              | Bucarest                                                               | Romania                                                                | 2 – 1                                                                  | Polonia                                                                | Qual. Euro 1996                                                        | 1                                                                      |                                                                        |
| 26-4-1995                                                              | Trebisonda                                                             | Azerbaigian                                                            | 1 – 4                                                                  | Romania                                                                | Qual. Euro 1996                                                        | 3                                                                      |                                                                        |
| 7-6-1995                                                               | Bucarest                                                               | Romania                                                                | 2 – 1                                                                  | Israele                                                                | Qual. Euro 1996                                                        | -                                                                      | 67’                                                                    |
| 1-6-1996                                                               | Bucarest                                                               | Romania                                                                | 3 – 1                                                                  | Moldavia                                                               | Amichevole                                                             | -                                                                      |                                                                        |
| 10-6-1996                                                              | Newcastle-upon-Tyne                                                    | Romania                                                                | 0 – 1                                                                  | Francia                                                                | Euro 1996 - 1º turno                                                   | -                                                                      | 46’                                                                    |
| 13-6-1996                                                              | Newcastle-upon-Tyne                                                    | Bulgaria                                                               | 1 – 0                                                                  | Romania                                                                | Euro 1996 - 1º turno                                                   | -                                                                      |                                                                        |
| 18-6-1996                                                              | Leeds                                                                  | Romania                                                                | 1 – 2                                                                  | Spagna                                                                 | Euro 1996 - 1º turno                                                   | 1                                                                      | 77’                                                                    |
| Totale                                                                 |                                                                        | Presenze                                                               | 40                                                                     |                                                                        | Reti (7º posto)                                                        | 21                                                                     |                                                                        |

## Palmarès

### Club

#### Competizioni nazionali
- Coppa di Romania: 2

Dinamo Bucarest: 1985-1986, 1989-1990
- Campionato rumeno: 1

Dinamo Bucarest: 1989-1990
- Supercoppa italiana: 1

Milan: 1993
- Campionato italiano: 1

Milan: 1993-1994

#### Competizioni internazionali
- UEFA Champions League: 1

Milan: 1993-1994